# Suikerspoorlijnen van Taiwan
De suikerspoorlijnen van Taiwan is een spoornetwerk in Taiwan. Ze vormden ooit een groot spoornetwerk, maar er is anno 2024 nog maar één commerciële lijn, en die is in handen van de Taiwan Sugar Corporation. De lijnen hebben en hadden een spoorwijdte van 762 mm en deels 1067 mm, en waren oorspronkelijk bedoeld voor industrieel gebruik. Er werd rietsuiker en suikerriet over vervoerd van de rietvelden naar de suikerfabrieken. Later vond er ook personenvervoer plaats. Enkele trajectdelen zijn thans in gebruik voor toeristische doeleinden.

## Geschiedenis
De suikerspoorlijnen werden in eerste instantie aangelegd door Meiji Sugar Co. tijdens de Japanse heerschappij aan het begin van de 20e eeuw. De eerste lijn opende in 1907. Op 1 mei 1946 werd het vervoer overgenomen door de net opgerichte Taiwan Sugar Corporation. De meeste lijnen waren aangelegd om suiker en suikerriet (en later personen) van en naar de fabrieken te vervoeren. De lijnen liepen dan ook van de fabrieken naar de rietvelden op het platteland en in kleine plaatsen. In de grotere plaatsen sloten de lijnen rondom de grote stations tevens aan op het hoofdrailnet, zodat passagiers gemakkelijk konden overstappen op langeafstandstreinen. Het netwerk functioneerde geruime tijd ook als vorm van openbaar vervoer. In 1957 en 1958 werd de piek bereikt: er werden toen 60.000 reizigers per dag vervoerd. Er waren ooit 41 routes en 600 ritten per dag. In eerste instantie werd gebruikgemaakt van stoomtreinen; sinds de jaren 50 van kleine motorwagens en diesellocomotieven. Vóór 1960 was de suikerindustrie de voornaamste economische factor van Taiwan.
Tijdens de hoogtijdagen bestond het netwerk uit ruim 3000 km spoor. Er waren twee soorten lijnen: de lijnen voor de suikerproductie en de passagierslijnen voor woon-, werk- en schoolverkeer. Na 1949 werd het netwerk geleidelijk aan afgebouwd. Echter, vanaf 1950 werd vanwege oorlogsdreiging juist een nieuwe strategische lijn aangelegd, de North-South Parallel Preparatory Line.. De nieuwe lijn bestond uit circa 275 kilometer spoor met een breedte van 762 millimeter tussen Taichung en Kaohsiung, min of meer parallel aan de normale spoorlijn. Hierdoor werden de meeste suikerfabrieken aan de westkant van het eiland in 1952 met elkaar verbonden. Door een natuurramp werd de lijn echter al snel ingekort. Daarna werd de lijn na elke natuurramp steeds verder ingekort, en in 1998 sloot het laatste deel. Met zo'n 30 suikerfabrieken was de westkant van het eiland dominant op suikergebied. Aan de oostkant van Taiwan waren slechts vier suikerfabrieken, met elk een klein railnetwerk - zij waren niet met elkander verbonden. 
Vóór 1970 was Huwei het belangrijkste station van de provincie. Het personenvervoer werd in 1982 gestaakt, toen de verstedelijking en infrastructuur (waaronder snelwegen) inmiddels aanzienlijk waren verbeterd. Hierdoor was er minder behoefte gekomen voor het langzamere (10 - 30 km/u) spoorvervoer. Tijdens de jaren 90 nam het belang van de suikerindustrie geleidelijk af en werden meer spoorlijnen gesloten. In 2003 was er nog maar 240 kilometer over; in 2024 is er nog slechts 20 kilometer beschikbaar voor het riettransport.

## Huidig gebruik
Er wordt alleen tijdens het oogstseizoen van het suikerriet gereden, hoewel ook dat gebruik afneemt, omdat er op grotere schaal uit andere landen wordt geïmporteerd. Sinds 2005 was alleen de Magoncuo-lijn vanuit Huwei nog in gebruik, de lijn die diagonaal door de stad gaat, met enkele zijlijnen. Anno 2024 zijn er geen zijlijnen meer in gebruik. Er ligt nog een spoor naast de Magoncuo-lijn, namelijk dat van de voormalige Xiluo-lijn is. Ooit had Huwei lijnen in vier richtingen, waarvan één ringlijn. Daarnaast vindt op enkele trajectdelen in vijf andere plaatsen toeristenvervoer plaats.  In Huwei is de zoete geur van het suikerriet merkbaar als de treinen door de stad rijden. De belading vindt op andere wijze plaats dan in Indonesië. Er gaat geen spoor meer het veld op; in plaats daarvan brengen landbouwmachines het suikerriet naar verhoogde losplaatsen, alwaar het in de treinen gestort wordt.  

### Toeristenlijnen
- Kaohsiung: er waren ooit lijnen in vier richtingen; één daarvan is nu een korte toeristenlijn.
- Suantou: er waren ooit lijnen in vijf richtingen. Eén restant van één lijn is in gebruik voor toeristen. In 2023 werd deze lijn aan beide kanten verlengd en verbindt sindsdien het HSL-station Chiayi via de suikerfabriek met het Nationaal Paleis Museum. De nieuwe delen zijn geen oude routes: ze zijn volledig nieuw aangelegd en voorzien van beveiligde overwegen.
- Wushulin: er waren ooit lijnen in drie richtingen, waarvan één rechtstreeks naar de fabriek van Xinying. Eén daarvan is een korte toeristenlijn geworden.
- Xihu: er waren ooit lijnen in drie richtingen. Eén daarvan is nu een korte toeristenlijn, naast of op een fietspad.
- Xinying: er waren ooit lijnen in vier richtingen; ongeveer 2,5 kilometer van één lijn is nu een toeristenlijn.

Alle fabrieken langs deze lijnen zijn niet meer in gebruik voor suikerproductie, maar hebben museale en toeristische functies gekregen. De toeristentreinen rijden alleen in weekeindes en vakanties. Er is een omvangrijke collectie (rijvaardig) materieel, bestaande uit stoomlocomotieven, diesellocomotieven, motorwagens, en inspectierailbussen. De diesellocomotieven die op alle zes de lijnen worden ingezet zijn veelal van de Duitse fabrikant DIEMA. Tussen 1975 en 1980 werden 91 hiervan geleverd en zijn verwant aan de gele locomotieven die in de omgeving van Jatiroto en Semboro in Indonesië rijden.

### Toekomstige lijn(en)
Sinds 2020 is er geïnvesteerd in de enige overgebleven lijn. Hierbij is, naar aanleiding van diverse ongevallen, meer overwegbeveiliging - met name slagbomen - aangebracht. Ook worden alle overwegen extra bewaakt door personeel met rode vlag(gen).
Op termijn zijn meerdere toeristische lijnen voorzien. Als eerste is een nieuwe zijlijn naar HSL-station Yunlin gepland. Ook zijn er plannen om de Huwei-Dounan-lijn te herstellen voor toeristentreinen, zodat station Huwei weer aan een doorgaande spoorlijn komt te liggen.

### Overblijfselen
Veel lijnen zijn thans een fietspad, vaak met rails naast of in het pad. De vier kilometer lange toeristische Xihu-trein rijdt deels over het fietspad. Ook andere artefacten herinneren aan de spoortijd, zoals andreaskruisen, lampen en beschilderingen. 
Het grootste monument is de oude spoorbrug tussen Kaohsiung en Pintung. De brug had oorspronkelijk een lengte van 1526 meter op 23 pijlers, waardoor het de langste spoorbrug van Azië was. De brug bestaat anno 2024 uit twee doodlopende delen, omdat er tussendelen weggespoeld zijn. Er ligt nog wel rails op, vier spoorstaven naast elkaar. 762 millimeter spoor ligt hier tussen 1067 millimeter spoor.
Net ten zuiden van de suikerfabriek van Huwei, in de Dounan-lijn, is de langste spoorbrug met drie spoorstaven nog aanwezig, volledig voorzien van rails, maar de aansluiting met de fabriek is onderbroken. Deze brug is 437 meter lang. Ook hier gaat het om de spoorwijdtes 762 en 1067 millimeter. Ook deze brug werd beschadigd door overstromingen, maar werd in 2015 hersteld. 
Bij station Dounan zijn alle sporen en gebouwen nog aanwezig als onderdeel van een park. Eén spoor loopt tevens door het parkrestaurant.

### Bijzonderheid
- Drie overwegen in Huwei en een in Xinying hebben in plaats van slagbomen portalen, met daaraan kabels. Door middel van een motor en tandwielen komen de kabels omlaag als er een trein komt en sluiten zo de weg af. Ze zijn voorzien van opvallende elementen en rode zwaailichten. Desondanks staat er ook personeel met een rode vlag. Deze kabeloverwegen kwamen ook veel voor op gewone spoorwegen, maar anno 2024 bijna niet meer.[4]

## Galerij

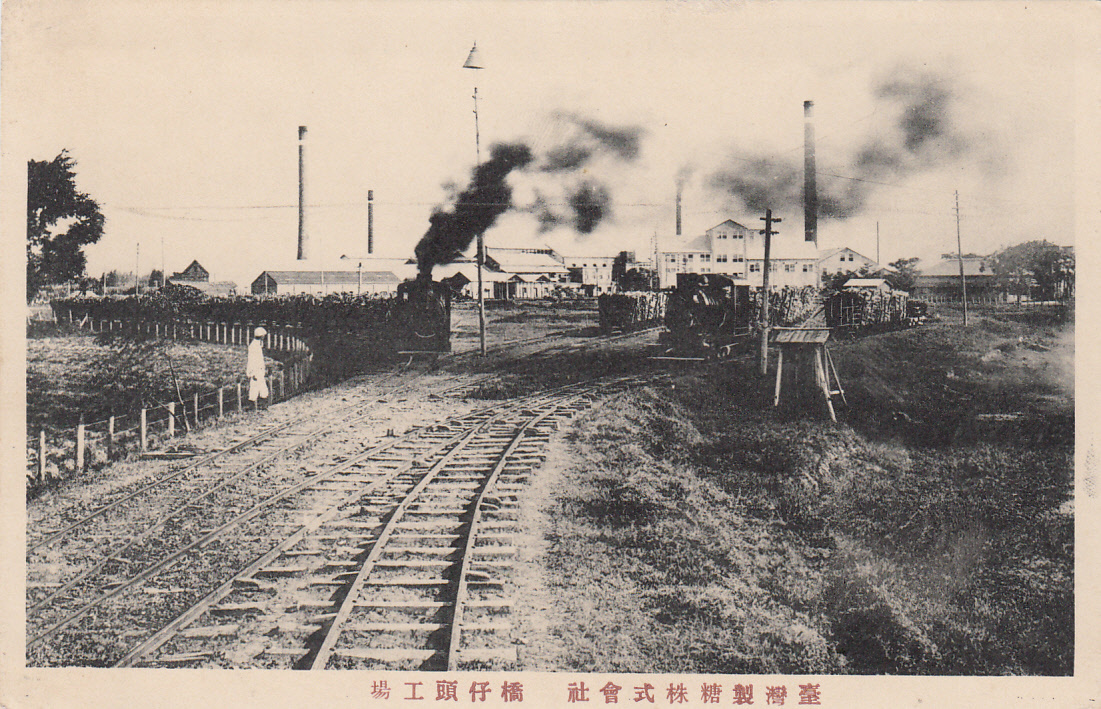
Emplacement met suikertreinen (vóór 1945)
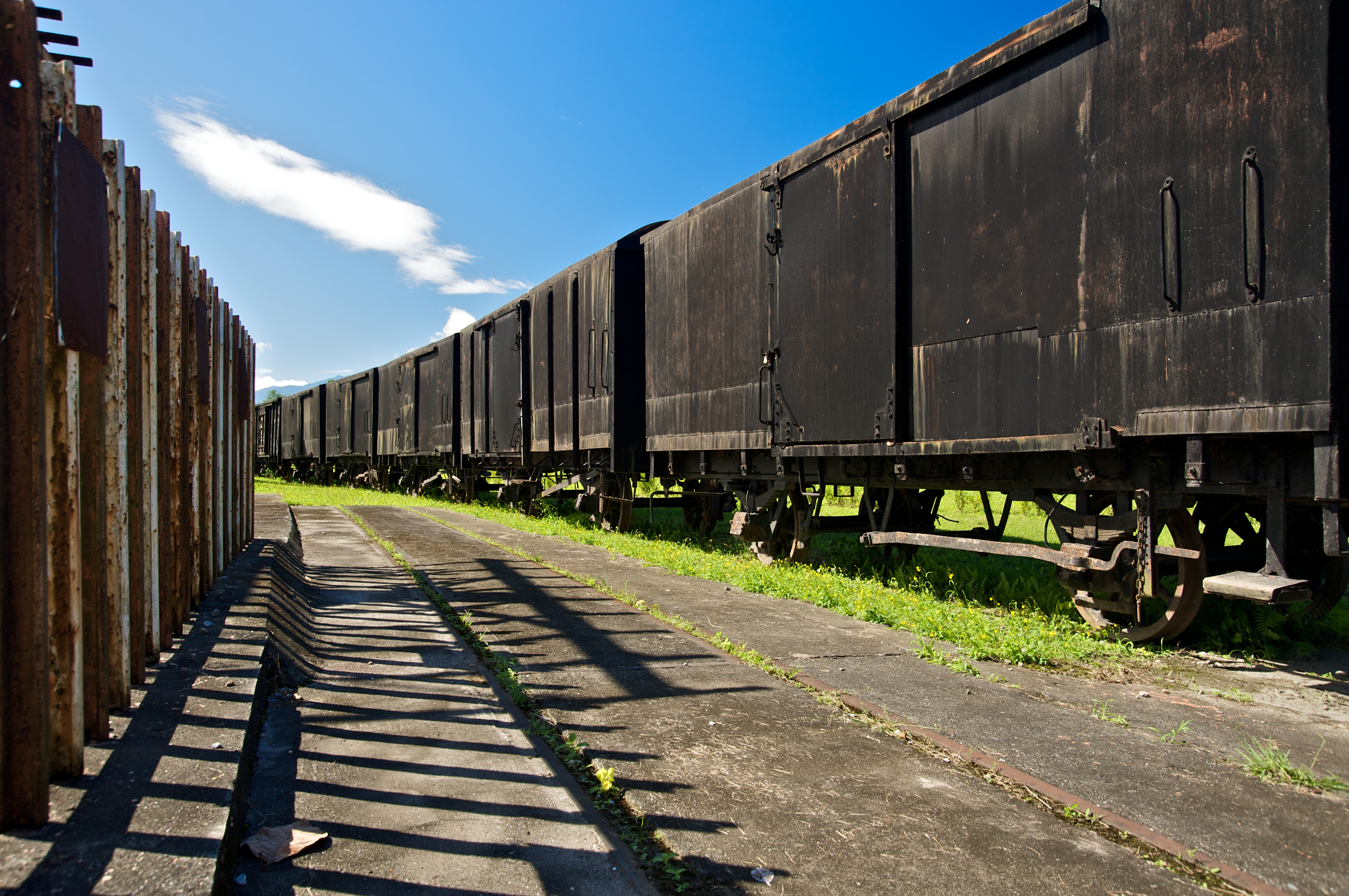
Tentoonstelling met voormalige goederenwagons (2009)
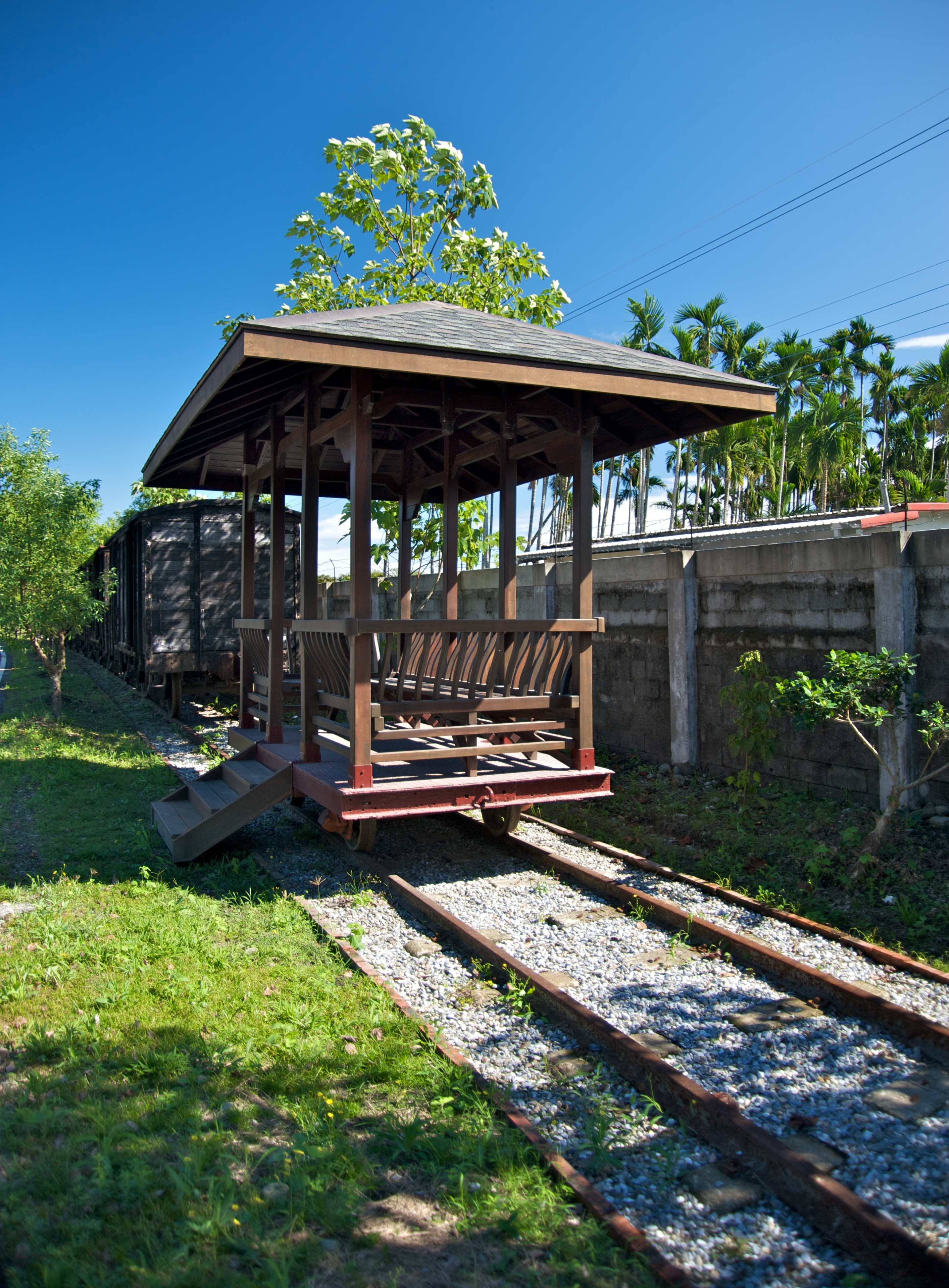
Tentoonstelling met voormalig personenrijtuig (2009)
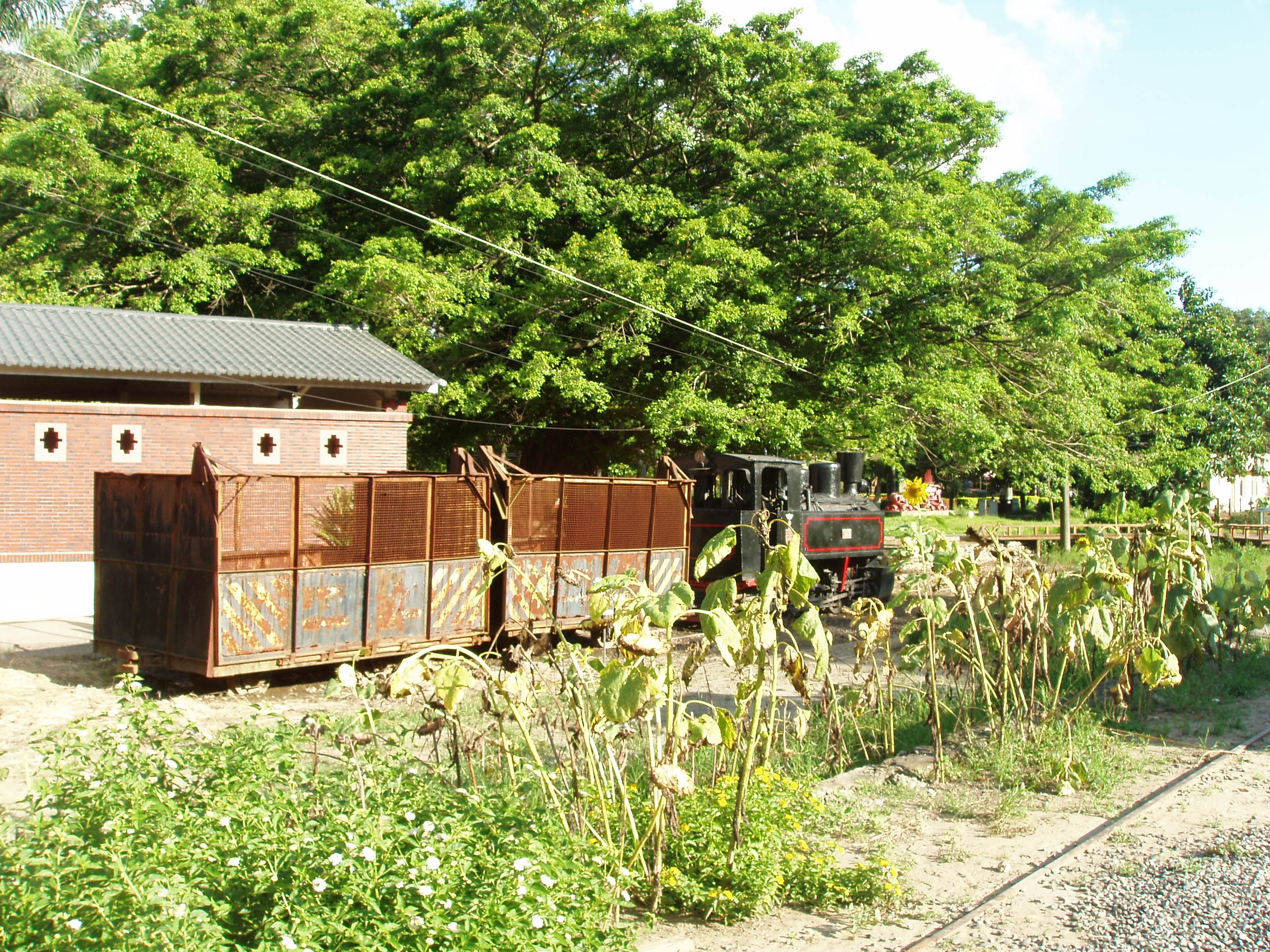
Stoomlocomotief met wagons op de Ciaotou-suikerfabriek (2008)